# You Want It You Got It
Albums de Bryan Adams
Bryan Adams Cuts Like a Knife
You Want It You Got It est le deuxième album solo du musicien canadien Bryan Adams, sorti en 1981.

## Chansons
| No  | Titre                            | Durée |
| --- | -------------------------------- | ----- |
| 1.  | Lonely Nights (Adams/Vallance)   | 3:46  |
| 2.  | One Good Reason (Adams/Vallance) | 4:22  |
| 3.  | Don't Look Now (Adams/Vallance)  | 3:06  |
| 4.  | Coming Home (Adams/Vallance)     | 3:34  |
| 5.  | Fits Ya Good (Adams/Vallance)    | 4:35  |
| 6.  | Jealousy (Adams/Mitchell)        | 3:49  |
| 7.  | Tonight (Adams/Vallance)         | 4:58  |
| 8.  | You Want It, You Got It (Adams)  | 3:49  |
| 9.  | Last Chance (Adams)              | 3:17  |
| 10. | No One Makes It Right (Adams)    | 3:17  |

## Interprètes
- Bryan Adams - chant, guitare, piano
- Mickey Curry - batterie
- Jamie Glaser - guitare
- Tom Mandel - claviers, orgue, synthésizeur
- Jimmy Maclen - percussion
- G.E. Smith - guitare

## Certification
| Pays   | Association | Certification | Ventes/Équivalence |
| ------ | ----------- | ------------- | ------------------ |
| Canada | CRIA        | or            | 50 000             |